# Arissou Traorè
Traore Arissou (Sokodé, 1984. december 31. –) togói labdarúgó.